# Избранное
Избранное е EP албум на руската поп-група Серебро. Издаден е на 2 март 2010 г. от Monolit Records и Symbolic Records чрез iTunes.

## Обща информация
EP-то включва 5 песни, включително и първата им нова песен след „ОпиумRoz“ (2009) – „Сладко“, заедно с ремикс и версия на английски език, озаглавена „Like Mary Warner“. Останалите песни са „Опиум“ и ремикс на „Скажи, не молчи“, и двата сингъла са издавани по-рано от дебютния албум на групата.

## Списък с песни
| 1.    | Like Mary Warner         | 3:56 |
| 2.    | Опиум                    | 3:45 |
| 3.    | Скажи, не молчи (ремикс) | 4:23 |
| 4.    | Сладко (ремикс)          | 4:20 |
| 5.    | Сладко                   | 3:54 |
| 19:38 |                          |      |